# Museo nacional de Vanuatu
El Museo nacional de Vanuatu (en bislama: Nasonal Miusium blong Vanuatu; en inglés: National Museum of Vanuatu; en francés: Musée national de Vanuatu) se encuentra en el Centro Cultural de Vanuatu, en la ciudad de Port Vila, la capital del pequeño país de Vanuatu en Oceanía. Se especializa en objetos relacionados con la cultura y la historia de este grupo de islas en el Pacífico Sur.